# Klan (tygodnik)
Klan – tygodnik opinii wydawany w Albanii. Porusza ważne sprawy ogólnonarodowe.